# 295
| [ Edytuj tabelę ] |                                          |
| Król Aksum        | - 270 Endubis 300                        |
| Król Armenii      | - 287 Tiridates III 330                  |
| Cesarz Chin       | - 290 Jin Huidi 307                      |
| Władca Korei      | - 292 Pongsang 300                       |
| Papież            | - 283 Kajus 296                          |
| Król Persji       | - 293 Narses 302                         |
| Cesarz Rzymu      | - 284 Dioklecjan 305 - 286 Maksymian 305 |

Rok 295 / CCXCV
stulecia: II wiek ~
III wiek ~
IV wiek

lata: 285 «
290 «
291 «
292 «
293 «
294 «
295
» 296
» 297
» 298
» 299
» 300
» 305

## Urodzili się
- Atanazy Wielki, grecki uczony Kościoła, biskup Aleksandrii (zm. 373).

## Zmarli
- Liu Hui, chiński matematyk (data przybliżona, ur. ≈225).

## Zdarzenia astronomiczne
- Widoczna kometa Halleya.